# Oecetis elata
Oecetis elata är en nattsländeart som beskrevs av Donald G. Denning och Sykora 1966. Oecetis elata ingår i släktet Oecetis och familjen långhornssländor. Inga underarter finns listade i Catalogue of Life.